# Zuria Vega
Zuria Valeria Vega Sisto (Ciudad de México, 10 de enero de 1989) conocida como Zuria Vega, es una actriz mexicana. Es hija del actor Gonzalo Vega y la actriz Leonora Sisto; hermana de Marimar Vega y Gonzalo Vega Sisto.

## Carrera profesional
Su carrera dio inicio de niña como extra en la obra La señora presidenta protagonizada y dirigida por su padre.
A los 17 años fue seleccionada para participar en la serie S.O.S.: Sexo y otros secretos en el papel de Roberta, hija de Luz María Zetina, siendo este su primer trabajo en televisión.
En enero de 2008, Roberto Gómez Fernández y Giselle González le dieron el papel de Renata Higareda en la telenovela Alma de Hierro, al lado de Alejandro Camacho y Blanca Guerra entre otros.
En 2009 la productora Nathalie Lartilleux la invitó a protagonizar la telenovela Mar de amor en la que hizo el papel de Estrella Marina, al lado de Mario Cimarro.
Para 2010 participó en la tercera temporada de Mujeres asesinas y en 2012 protagonizó la telenovela Un refugio para el amor, junto a Gabriel Soto y participa en la serie Cloroformo.
En noviembre de 2013 se estrena la nueva telenovela Qué pobres tan ricos donde da vida a Guadalupe y comparte protagonismo con Jaime Camil.
En el 2014 contrae nupcias con el actor Alberto Guerra.
En 2015 la productora Angelli Nesma Medina  la invitó a protagonizar la telenovela Que te perdone Dios en la que hizo el papel de Abigail, al lado de Mark Tacher.
En el 2017 el productor Juan Osorio la invita  a protagonizar  Mi marido tiene familia, donde participa al lado de Daniel Arenas, donde coincidió en la segunda temporada con su hermano Gonzalo Vega Sisto.

## Trayectoria

### Televisión
| Año       | Telenovela                    | Personaje                                         |
| --------- | ----------------------------- | ------------------------------------------------- |
| 2007-2008 | S.O.S.: Sexo y otros secretos | Roberta                                           |
| 2008-2009 | Alma de hierro                | Renata Higareda                                   |
| 2009-2010 | Mar de amor                   | Estrella Marina Briceño                           |
| 2010      | Mujeres asesinas              | Azucena Chávez Teutli "Azucena, liberada"         |
| 2011      | El Equipo                     | Magdalena Sáenz                                   |
| 2012      | Un refugio para el amor       | Luciana Jacinto Flores / Luciana Linares Talancón |
| 2012      | Cloroformo                    | Valerie Solís "La Morrita"                        |
| 2013-2014 | Qué pobres tan ricos          | María Guadalupe "Lupita" Menchaca Martínez        |
| 2015      | Que te perdone Dios           | Abigail Ríos / Abigail Ramos Flores               |
| 2016      | Simplemente María             | Virginia Guerrero de Rivapalacio                  |
| 2017-2019 | Mi marido tiene familia       | Julieta Aguilar Rivera de Cooper                  |
| 2021      | La venganza de las Juanas     | Juana Manuela                                     |
| 2023      | Las pelotaris 1926            | Chelo                                             |
| 2024      | ¿Quién lo mató?               | Brenda Bezares                                    |
| 2025      | Pecados inconfesables         | Helena Rivas                                      |

### Cine
| Año  | Película                                        | Personaje               |
| ---- | ----------------------------------------------- | ----------------------- |
| 2010 | Sin ella                                        | Gabriela "Gaby" Sánchez |
| 2013 | No sé si cortarme las venas o dejármelas largas | Julia                   |
| 2014 | Elvira, te daría mi vida pero la estoy usando   | Ana                     |
| 2014 | Más negro que la noche                          | Greta                   |
| 2019 | En las buenas y en las malas                    | Valeria                 |
| 2022 | ¿Y cómo es él?                                  | Marcia                  |
| 2023 | Quiero tu vida                                  | Sara                    |

### Teatro
| Año  | Teatro                                          | Personaje |
| ---- | ----------------------------------------------- | --------- |
| 2010 | No sé si cortarme las venas o dejármelas largas | Julia     |
| 2011 | Sin cura                                        | Bruna     |
| 2013 | Cama para dos                                   |           |
| 2015 | Los bonobos                                     | Ángeles   |
| 2016 | Feroces                                         | José      |

## Premios

### Premios TVyNovelas
| Año  | Categoría                 | Telenovela                  | Resultado |
| ---- | ------------------------- | --------------------------- | --------- |
| 2009 | Mejor revelación femenina | Alma de hierro              | Ganadora  |
| 2013 | Mejor actriz protagónica  | Un refugio para el amor     | Nominada  |
| 2015 | Mejor actriz protagónica  | Qué pobres tan ricos        | Nominada  |
| 2016 | Mejor actriz protagónica  | Que te perdone Dios         | Nominada  |
| 2018 | Mejor actriz protagónica  | Mi marido tiene familia     | Nominada  |
| 2019 | Mejor actriz protagónica  | Mi marido tiene más familia | Nominada  |

### Premios People en Español
| Año  | Categoría                | Telenovela              | Resultado |
| ---- | ------------------------ | ----------------------- | --------- |
| 2009 | Mejor revelación del año | Alma de hierro          | Nominada  |
| 2012 | Mejor revelación del año | Un refugio para el amor | Ganadora  |

### Premios Bravo
| Año  | Categoría               | Telenovela     | Resultado |
| ---- | ----------------------- | -------------- | --------- |
| 2009 | Mejor actriz revelación | Alma de hierro | Ganadora  |

### Diosas de Plata
| Año  | Categoría               | Película | Resultado |
| ---- | ----------------------- | -------- | --------- |
| 2011 | Mejor actriz revelación | Sin ella | Ganadora  |

### Produ Awards
| Año  | Categoría                                                              | Telenovela o Serie | Resultado |
| ---- | ---------------------------------------------------------------------- | ------------------ | --------- |
| 2023 | Mejor actriz principal - serie y miniserie histórica, política, social | Las pelotaris 1926 | Ganadora  |

### Premios de la Agrupación de Periodistas Teatrales (APT)
| Año  | Categoría                                          | Obra de Teatro | Resultado |
| ---- | -------------------------------------------------- | -------------- | --------- |
| 2011 | Revelación en comedia                              | Sin cura       | Ganadora  |
| 2015 | Premio María Victoria a la Mejor actriz de comedia | Los Bonobos    | Ganadora  |